# 约根德兰·克里希南
约根德兰·克里希南（1982年9月23日—），馬來西亞男子羽毛球运动员。

## 簡歷
约根德兰·克里希南原為馬來西亞國家羽毛球隊的單打選手。2007年，25歲的克里希南宣布從國家隊退役，並在吉隆坡創辦了新視野羽毛球學院（New Vision Badminton Academy (NVBA)）。
2013年12月，约根德兰·克里希南出戰孟加拉國際挑戰賽，赢得男子單打比賽冠軍。
2016年1月，33歲的约根德兰·克里希南開始跟學院成員、來自印度的普拉加克塔·沙旺特搭檔混雙。國際賽初戰，二人在馬來西亞羽毛球大師賽的預賽中，便以0比2（10-21、11-21）慘負於對手出局。賽後，克里希南建議沙旺特應該另找搭檔，但沙旺特仍想繼續堅持。同月，二人又出戰印度羽毛球黃金大獎賽，這次除了能通過預賽進入主賽圈外，更在32強打敗了排名30的法國組合，最終止步16強。自此，組合便漸入佳境，及至年底，二人的世界排名已升至第53位。
2017年，二人的組合符合資格參加在蘇格蘭格拉斯哥舉行的世界羽毛球錦標賽，成為該屆賽事的唯一跨國混雙組合。同年8月，克里希南/沙旺特出戰世界羽毛球錦標賽混合雙打項目，他們在首圈以2比1（21-15、13-21、21-18）擊敗中華台北的盧敬堯/姜凱心晉級，但在第二圈便以0比2（12-21、19-21）負於15號種子、印度的普拉纳·杰里·乔普拉/斯基·雷迪，於32強止步。

## 主要比賽成績
只列出曾進入準決賽的國際賽事成績：
| 年份   | 賽事                     | 公開賽級別 | 項目     | 拍檔                      | 成績   |
| ------ | ------------------------ | ---------- | -------- | ------------------------- | ------ |
| 2005年 | 馬來西亞羽毛球國際賽     | 不適用     | 男子單打 | －                        | 亞軍   |
| 2009年 | 紐西蘭羽毛球大獎賽       | 大獎賽     | 混合雙打 | Anita Raj Kaur            | 準決賽 |
| 2010年 | 澳洲羽毛球大獎賽         | 大獎賽     | 男子單打 | －                        | 亞軍   |
| 2010年 | 馬來西亞羽毛球國際挑戰賽 | 國際挑戰賽 | 男子單打 | －                        | 準決賽 |
| 2011年 | 伊朗羽毛球國際挑戰賽     | 國際挑戰賽 | 男子單打 | －                        | 準決賽 |
| 2011年 | 伊朗羽毛球國際挑戰賽     | 國際挑戰賽 | 男子雙打 | 杨佳傧                    | 亞軍   |
| 2013年 | 伊朗羽毛球國際挑戰賽     | 國際挑戰賽 | 男子單打 | －                        | 準決賽 |
| 2013年 | 孟加拉羽毛球國際挑戰賽   | 國際挑戰賽 | 男子單打 | －                        | 冠軍   |
| 2016年 | 毛里裘斯羽毛球國際賽     | 國際系列賽 | 男子雙打 | Kamaldeep Singh           | 準決賽 |
| 2016年 | 毛里裘斯羽毛球國際賽     | 國際系列賽 | 混合雙打 | 普拉加克塔·沙旺特         | 亞軍   |
| 2016年 | 越南羽毛球國際系列賽     | 國際系列賽 | 混合雙打 | 普拉加克塔·沙旺特         | 準決賽 |
| 2016年 | 挪威羽毛球國際賽         | 國際系列賽 | 混合雙打 | 普拉加克塔·沙旺特         | 準決賽 |
| 2017年 | 毛里裘斯羽毛球國際賽     | 國際系列賽 | 混合雙打 | 普拉加克塔·沙旺特         | 冠軍   |
| 2017年 | 埃及羽毛球國際賽         | 國際系列賽 | 男子雙打 | 喬納森·佩爾松             | 冠軍   |
| 2017年 | 埃及羽毛球國際賽         | 國際系列賽 | 混合雙打 | 普拉加克塔·沙旺特         | 冠軍   |
| 2017年 | 馬來西亞羽毛球國際挑戰賽 | 國際挑戰賽 | 混合雙打 | 普拉加克塔·沙旺特         | 亞軍   |
| 2018年 | 埃及羽毛球國際賽         | 國際系列賽 | 男子雙打 | 阿里·艾哈迈德·埃尔·哈提卜 | 亞軍   |

| 2007-2017年 | 首要超級賽 | 超級賽 | 黃金大獎賽 | 大獎賽 | 國際挑戰賽 | 國際系列賽 | 未來系列賽 | 其他 |

| 2018-2026年 | 總決賽 | 超級1000賽 | 超級750賽 | 超級500賽 | 超級300賽 | 超級100賽 | 國際挑戰賽 | 國際系列賽 | 未來系列賽 | 其他 |

### 奧運會和世錦賽參賽紀錄
|          | 搭檔              | 2017 |
| -------- | ----------------- | ---- |
| 混合雙打 | 普拉加克塔·沙旺特 | 32強 |